# Curgy
Curgy ist eine französische Gemeinde mit 1.100 Einwohnern (Stand: 1. Januar 2022) im Département Saône-et-Loire in der Region Bourgogne-Franche-Comté. Die Gemeinde gehört zum Arrondissement Autun und zum Kanton Autun-1 (bis 2015: Kanton Autun-Sud). Die Einwohner werden Curgéens genannt.

## Geographie
Curgy liegt etwa sieben Kilometer nordöstlich von Autun. Umgeben wird Curgy von den Nachbargemeinden Dracy-Saint-Loup im Norden und Westen, Saint-Léger-du-Bois im Nordosten, Sully im Osten, Auxy im Süden und Südosten sowie Autun im Westen und Südwesten.

## Bevölkerungsentwicklung
| 1962                       | 1968 | 1975 | 1982 | 1990 | 1999 | 2006 | 2013 | 2019 |
| -------------------------- | ---- | ---- | ---- | ---- | ---- | ---- | ---- | ---- |
| 746                        | 785  | 913  | 927  | 1040 | 1137 | 1139 | 1094 | 1153 |
| Quellen: Cassini und INSEE |      |      |      |      |      |      |      |      |

## Sehenswürdigkeiten
- Kirche Saint-Ferréol, seit 1897 Monument historique
- Schloss Savigny-le-Vieux mit Donjon aus dem 14. Jahrhundert, Umbauten aus dem 16. Jahrhundert, Monument historique seit 1990

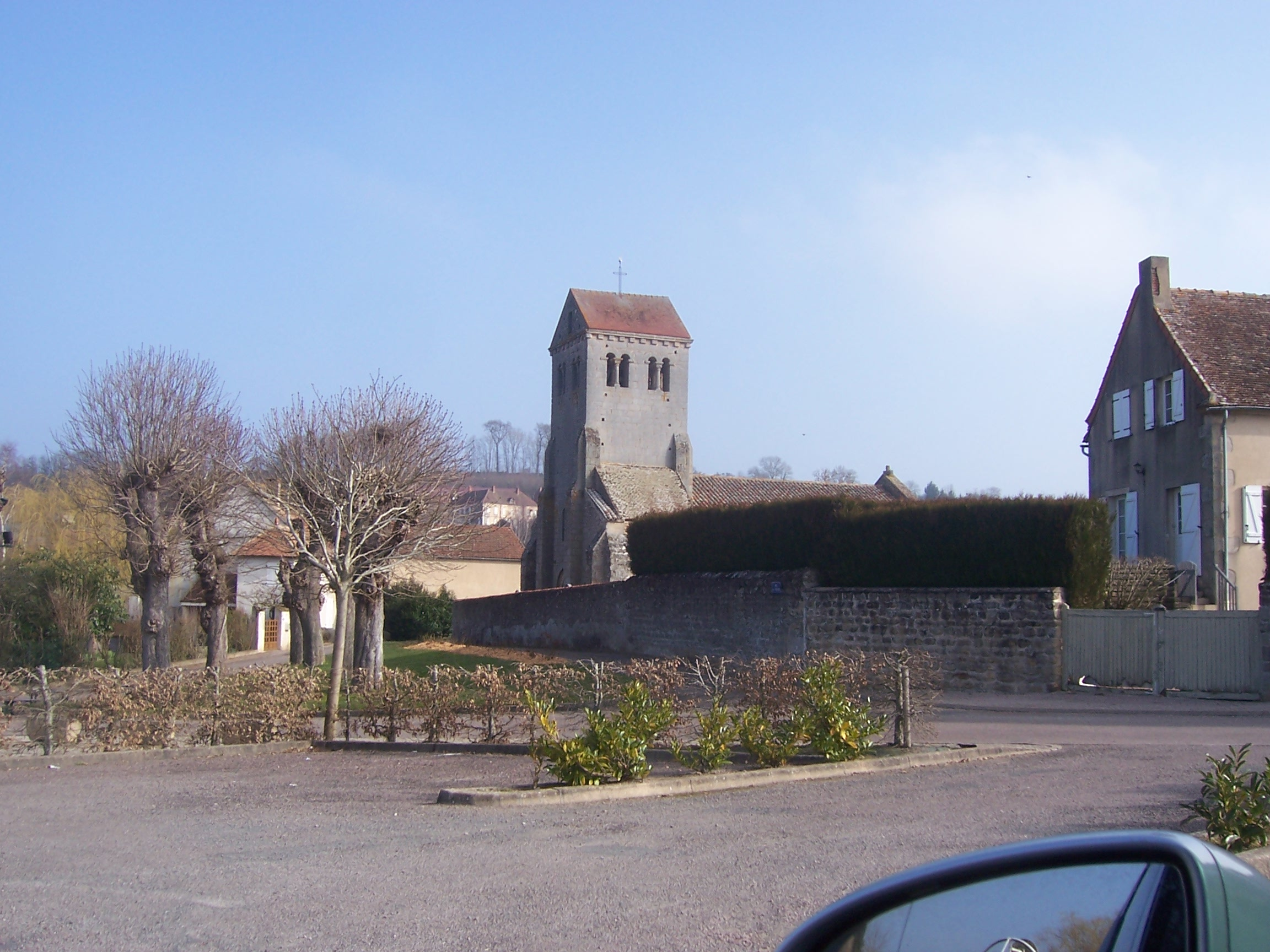
Kirche Saint-Ferréol

- Lehrgarten von Alôsnys